# Дмитриевка (Панинский район)
Дмитриевка — село в Панинском районе Воронежской области России. Административный центр Дмитриевского сельского поселения.

## География

### Улицы
- ул. Бевз
- ул. Запрудная
- ул. Ковтуна
- ул. Колхозная
- ул. Кольцовская
- ул. Полевая
- ул. Советская

## История
В настоящее время включает два ранее самостоятельных села: Ивановка — бывшего административного центра Ивановской волости (правый берег реки Правая Хава) и Дмитриевка (левый берег реки Правая Хава) с усадьбой Перелёшиных («Ясная поляна»). 
Село Ивановка (также называлось Аннино, Головачёвка, Катеринино) было образовано в середине XVIII века. В 1859 году имело 45 дворов и 594 жителя. В 1882 году в селе была выстроена каменная Никитинская церковь. В 1900 году здесь проживало 367 человек, было 50 дворов, два общественных здания, школа, портняжное заведение, трактир и три лавки. 
Село Дмитриевка (ранее называлось Дмитриевское, Домогацкое) также образовано в середине XVIII века. В 1859 году имело 55 дворов и 525 жителей. В 1900 году здесь проживало 617 человек, было 85 дворов, общественное здание, кирпичный завод, мелочная лавка. С востока от села Дмитриевки располагался хутор Дмитрия Александровича Перелёшина с населением 47 человек. До второй половины XX века эта часть села именовалась «Ясная поляна». Ныне этот хутор также входит в состав Дмитриевки. От бывшей усадьбы сохранился парк с экзотическими деревьями возраста 100—150 лет и периметральные обсадки больших полян и полей. 
В 1962 году для села Ивановка институтом «РОСГипросельхозстрой» выполнялся проект планировки и застройки. В 1989 году проект планировки и застройки был выполнен уже для объединённого села Дмитриевка («Воронежагропромпроект»). По этому документу застройка велась в юго-западной части села. На сельском кладбище располагается братская могила времен Великой Отечественной войны и памятник «Скорбящий воин».

## Население
| 1859 | 1897 | 2000 | 2005 | 2010 |
| ---- | ---- | ---- | ---- | ---- |
| 525  | ↗551 | ↘440 | ↘399 | ↘356 |